# Государственный переворот в Сиаме (июнь 1933)
Государственный переворот в Сиаме 1933 года — завершившийся успехом бескровный военный переворот, произошедший в Сиаме (современном Таиланде) 20 июня 1933 года. Группа военных под командованием подполковника Плека Пибунсонграма и флотского коммандера Супхачаласая, включавшая в себя офицеров младшего и среднего состава армии и флота, свергла действующее правительство Манопхакона Нититхады.
Переворот произошёл всего лишь спустя год после Сиамской революции, в результате которой произошла смена политической системы страны с абсолютной монархии на конституционную. Уже к 1933 году между членами революционной партии «Кхана Ратсадон» (Народная партия) возникли серьёзные разногласия. Действующий министр пхрая Манопхакон Нититхада распустил парламент и отменил действие некоторых статей недавно принятой конституции в попытке предотвратить отстранение от власти своего правительства либеральными силами.
Уход в отставку военных лидеров революции стал для группы восставших офицеров дополнительным стимулом к совершению переворота; главным же был их страх за собственное будущее и карьеру в армии. После успеха переворота военачальник пхрая Пхахон Пхаюхасена занял кресло премьер-министра и установил в Сиаме режим военного правления.

## Обстановка перед переворотом
Революция 1932 года по масштабам превосходила путч, однако не всеми специалистами признаётся настоящей революцией: движущей её силой была коалиция разнородных военных и гражданских сил. Их объединяла исключительно общая цель — заинтересованность в смене власти. После успешного свержения прежнего правительства коалиция распалась. Более консервативно настроенные представители бюрократии, получившие посты в правительстве Манопхакона Нититхады, и высокопоставленные военные были удовлетворены произошедшими после смены власти изменениями в их пользу. Однако представители либерального крыла Народной партии — включая сторонников Приди Паномионга — желали дальнейших изменений. В частности, в их планы входило проведение социальных и экономических реформ в стране с целью сделать режим более устойчивым.
Приди Паномионг, занявший после революции 1932 года пост министра финансов, в январе 1933 года предложил новый план экономического развития. Этим планом, в частности, предусматривалась национализация всех пахотных земель, а также курс на индустриализацию страны и государственную собственность на средства производства. Труд всех сиамцев, согласно плану, должен был оплачиваться государством, все они должны были получать от правительства денежные пособия по болезни и старости, а также участвовать в управлении. Национализацию предприятий предполагалось осуществлять не посредством экспроприации, а путём обмена на государственные ценные бумаги.
Премьер-министр и консервативное крыло правительства отвергли этот план, как и король Прачадипок, назвавший его «коммунистическим». Затем верные Манопхакону консерваторы, контролировавшие правительство, распустили парламент, опасаясь вотума недоверия от либералов, составлявших большинство в национальном собрании, и убеждали Приди Паномионга подать в отставку. Правительство также ввело чрезвычайное положение и издало «закон против коммунистических происков», хотя на деле в Сиаме того времени коммунистического движения практически не существовало. Закон в большей степени был направлен против плана экономических реформ Приди Паномионга, которые при намеренно расширенном толковании закона могли рассматриваться как «коммунистические».
После принятия этого закона сторонники премьер-министра нуждались лишь в поддержке армии, чтобы гарантировать сохранение за собой власти. Тем не менее четыре высших офицера, бывших членами Народной Партии, 10 июня подали рапорты о своей отставке. В этих условиях группа младших офицеров приняла решение устроить государственный переворот, дабы не «умирать медленной смертью», а также не лишиться возможностей продвижения по службе и не оказаться вовсе отстранёнными от власти.

## Ключевые фигуры
Переворот был организован молодыми офицерами с невысокими званиями, хотя полковник пхрая Пхакон Пхаюхасена, один из руководителей революции 1932 года и главнокомандующий вооружёнными силами, в итоге согласился — хотя скорее неохотно — возглавить его. Фактическое же планирование и претворение государственного переворота в жизнь взяли на себя подполковник Плек Пибунсонграм, бывший на тот момент заместителем командира артиллерийских войск Сиама, и коммандер флота луанг Супхачаласай, заместитель командующего ВМС страны.

## Причины
Восставшие объясняли своё стремление свергнуть правительство роспуском парламента и объявлением о частичной приостановке конституции. В связи с этим они провозгласили путч соответствующим «национальным интересам». После успеха переворота он был объявлен «победой конституционализма над автократией».
Вместе с тем при совершении переворота путчисты преследовали и личные карьерные интересы. «Младшие» участники революции 1932 года оказались под угрозой вытеснения из власти высокопоставленными офицерами. Полковник пхрая Сонгсурадет, один из четырёх военных лидеров Народной партии, до переворота несколько раз пытался переместить Пинбунсонграма на менее значимый пост, нежели заместитель командира артиллерии. Он также хотел отправить входивших в партию молодых офицеров на обучение за границу, дабы уменьшить их влияние. Кроме того, после отставки 10 июня четырёх военных лидеров, участвовавших в революции 1932 года, их посты могли быть заняты другими лицами, вообще не принадлежавшими к Народной партии и способными стать для молодых офицеров ещё более опасными противниками. Последние опасались того, что окажутся в подчинении у прежних чиновников, против которых поднимали восстание и которые, вероятно, попытались бы приостановить их продвижение по службе.

## Результаты
В результате переворота в Сиаме был открыто установлен военный режим. Пхрая Пхахон Пхаюхасена, главнокомандующий армией, занял пост премьер-министра. Некоторые из входивших в партию молодых офицеров заняли различные должности в правительстве. Представители старших офицеров из Народной партии — за исключением Пхахона — мест в кабинете не получили. Пибунсонграм существенно упрочил своё положение, став заместителем верховного главнокомандующего . Приди Паномионгу было разрешено вернуться в Сиам, после чего он занял пост министра внутренних дел в новом правительстве. После переворота 1933 года господствующие позиции армии, сделавшей возможной революцию 1932 года, были гарантированы. Военные оставались доминирующей силой в правительстве страны на протяжении нескольких последующих десятилетий.